# Félix Leclerc
Felix Leclerc (La Tuque, 1914. augusztus 2. – Saint-Pierre-de-l'Île-d'Orléans, 1988. augusztus 8.) francia-kanadai énekes, dalszerző, író, költő, politikai aktivista. Posztumusz került be a kanadai Dalszerzők Hírességek Csarnokába a „Moi, mes souliers”, „Le P'tit Bonheur” és „Le Tour de l'île” című dalaival 2006-ban.

## Pályafutása
Leclerc a kanadai Quebec állambeli La Tuque-ban született hatodik gyerekként egy tizenegy gyermekes családban. Felsőfokú tanulmányait az Ottawa University-n kezdte, de a nagy gazdasági világválság miatt abba kellett hagynia.
Több munkahelyen is dolgozott, mielőtt 1934 és 1937 között rádióbemondó lett Québec City-ben és Trois-Rivières-ben. 1939-ben írója lett a Radio-Canada-nak Montréalban: itt rádiójátékok forgatókönyveinek megírásával foglalkozott. Náluk adta elő legkorábbi dalait is. Különféle rádiójátékokban szerepelt is. Számos forgatókönyvét publikálta. Színjátszó társulatot alapított. Számos darabját mutatták be Québec-szerte.
Előadóként 1950-ben Jacques Canetti párizsi impresszárió fedezte fel, és nagy sikerrel lépett fel Franciaországban. Szerződést írt alá a Polydor Recordsszal.
1953-ban tért vissza Québecbe. Második albumáért 1958-ban megkapta a francia Académie Charles Cros fődíját.
Álmában halt meg 1988-ban. 1989-ben emlékművet állítottak neki. Egy ház, amelyben 1946 és 1967 között lakott, ma múzeum az a tiszteletére. Leclerc nagy szerepet játszott a québeci sanzonhagyomány újjáélesztésében.
Québecben parkot, utcát és iskolát is elneveztek róla. Rá céloz a Félix-díj neve, amelyet quebeci hanglemeznek ítélnek oda. 2000-ben Kanada kormánya postabélyeggel is megtisztelte.
Önéletrajzi regényét, (Pieds nus dans l'aube) filmrendező fia, Francis Leclerc adaptálta 2017-ben filmre (Barefoot at Dawn).

## Albumok
- Chante ses derniers succès sur disques (1951)
- Félix Leclerc chante (1957)
- Félix Leclerc et sa guitare (1958)
- Félix Leclerc et sa guitare Vol. 2 (1959)
- Félix Leclerc et sa guitare Vol. 3 (1959)
- Le roi heureux (1962)
- Félix Leclerc (1964)
- Mes premières chansons (1964)
- Moi mes chansons (1966)
- La vie (1967)
- L'héritage (1968)
- Mes Longs Voyages (1968)
- Félix Leclerc dit pieds nus dans l'aube (1969)
- J'inviterai l'enfance (1969)
- L'alouette en colère (1972)
- Le tour de l'île (1975)
- Mon fils (1978)
- Le bal (1979)
- Mouillures (1979)
- Prière bohémienne (1979)
- La légende du petit ours gris (1979)

## Írások
- Adagio (tales, 1943)
- Allegro (fables, 1944)
- Andante (poems, 1944)
- Pieds nus dans l'aube (novel, 1946)
- Dialogue d'hommes et de bêtes (theater, 1949)
- Le hamac dans les voiles (anthology, 1952)
- Moi, mes souliers (autobiography, 1955)
- Le fou de l'île (novel, 1958)
- Le calepin d'un flâneur (short texts, 1961)
- L'auberge des morts subites (theater, 1963)
- Chansons pour tes yeux (poems, 1968)
- Cent chansons  (songs, 1970)
- Carcajou ou le diable des bois (novel, 1973)
- Qui est le père? (theater, 1977)
- Le petit livre bleu de Félix ou Le nouveau calepin du même flâneur (short texts, 1978)
- Rêves à vendre (poems, 1978)
- Le dernier calepin (short texts, 1988)

## Filmek
- Félix Leclerc az IMDb-n

## Díjak
- Canadian Songwriters Hall of Fame
- A francia Becsületrend lovagja
- 2014: designated historic person
- 1977: Prix Denise-Pelletier
- 1968: Order of Canada

## Fordítás
Ez a szócikk részben vagy egészben  a   Félix Leclerc című angol Wikipédia-szócikk ezen változatának fordításán alapul.  Az eredeti cikk szerkesztőit annak laptörténete sorolja fel. Ez a jelzés csupán a megfogalmazás eredetét és a szerzői jogokat jelzi, nem szolgál a cikkben szereplő információk forrásmegjelöléseként.